# غيهري شال
غيهري شال (بالهندية: गहरी चाल)‏ (بالإنجليزية: Gehri Chaal)‏ بالعربية معناه فخ عميق هو فيلم إثارة وأكشن هندي ناطق باللغة الهندية عام 1973، من إنتاج وإخراج سي. في. سريدهار تحت علامة تشيثراكالا بيكتشرز. الفيلم من بطولة جيتيندرا، هيما ماليني وأميتاب باتشان وألحان لاكسميكانت-بياريلال. أعاد المخرج إنتاج الفيلم باللغة التاميلية في عام 1975 تحت اسم فايرا نينجام.

## الحبكة
دارامشاند هو رئيس مجلس إدارة البنك الأولمبي، والذي من المقرر أن يخضع للتدقيق النهائي بحلول الثلاثين من هذا الشهر. وبعد فترة وجيزة، وجدت ابنته هيما جثته في غرفة نومه. تتصل على الفور بشقيقها راتان، الذي يصل ويجد رسالة انتحار في غرفة والده، موضحًا أنه سرق 20 لكحًا من البنك، وغير قادر على سدادها، وبالتالي فهو يقتل نفسه. يقرر راتان حماية سمعة العائلة الطيبة ولا يخبر أحدًا عن رسالة الانتحار، بما في ذلك هيما. وبعد فترة وجيزة، يقترب من راتان شخص يُدعى شيخار، ويهدده بكشف سر راتان إذا لم يشارك في عملية سطو على بنك ستحدث قبل يومين من التدقيق النهائي. يساعده راتان، وتحدث السرقة، ويتم نهب الأموال، ويتم حرق جميع السجلات المصرفية، وينجح اللصوص في الهروب. يشعر راتان بالارتياح لأن هذه المشكلة قد تم حلها ولم يتم تشويه اسم العائلة. المشكلة الوحيدة هي أن هيما رأت اللصوص أثناء العمل، ويمكنها التعرف على أحدهم، وهي امرأة تدعى شوبها. عندما أخبرت راتان، طلب منها إبقاء هذه المعلومات سرية. ثم يصل صديق راتان، ساجار، من دلهي في زيارة، وهنا يكتشف راتان أن ساجار يعمل في مهنة جعلته مشتبهًا به لدى الشرطة، وقد يكشف السر الذي كان راتان يحاول إخفاءه عن العالم. سرعان ما تم الكشف عن أن ساجار هو ضابط في مكتب التحقيقات المركزي وتم إرساله لمعرفة الأدلة على سرقة بنك الأوليمبيك. بعد التحقيق، اكتشف ساجار أن المشتبه به الرئيسي هو مادان، وهو أفضل صديق لراتان. الآن، يلتقي راتان وساجار بشوبها ويضغطان عليها لتخبرهما بكل شيء عن مادان. بالمناسبة، مادان يطلق النار عليها قبل أن تقول أي شيء عنه. قبل أن تموت، تعترف شوبها بأن دارامشاند لم ينتحر، بل قُتل على يد مادان، الذي اختلس 20 لكحًا من البنك من خلال دارامشاند ولم يرغب في سداد القرض.

## الممثلون
- جيتندرا في دور ساجار
- هيما ماليني في دور هيما
- أميتاب باتشان في دور راتان
- بيندو في دور شوبها
- بريم تشوبرا في دور مادان
- بي جايراج في دور دارامشاند
- شاندرا شيخار في دور شيخار

## الموسيقى التصويرية
جميع الأغاني كتبها راجندرا كريشان.
| أغنية                                                   | مغني                   |
| ------------------------------------------------------- | ---------------------- |
| "دي تالي بادي زور سي"                                   | لاتا مانغيشكار         |
| "بادا بيارا لاج تو"                                     | آشا بهوسل              |
| "شام بهيجي بهيجي"                                       | آشا بهوسل              |
| "مارا فاد ني تيري آيز"                                  | آشا بهوسل              |
| "جايبور كي تشولي مانجوا دي ري سايان، كيسار كي رانغ مين" | آشا بهوسل، كيشور كومار |
| "آه باي، تو كاهان سي آيي"                               | كيشور كومار            |

## روابط خارجية
- غيهري شال على موقع IMDb (الإنجليزية)
- غيهري شال على موقع قاعدة بيانات الفيلم (الإنجليزية)
- غيهري شال على موقع ليتربوكسد (الإنجليزية)
- غيهري شال على موقع كينوبويسك (الروسية)